# Angèle Koster
Pour les articles homonymes, voir Koster.
Angèle Koster, née en 1946 à Oran en Algérie, est un auteur français de romans et d'ouvrages régionaux.

## Biographie
Née à Oran en Algérie, l'auteur quitte ce pays avec ses parents en Juin 1962. Elle vit dans le Sud-Ouest jusqu'en 1974.
Dans la Vienne depuis 1990, elle éprouve le besoin de raconter son pays natal, qu'elle ne parvient pas à oublier, dans deux ouvrages semi autobiographiques, pour se consacrer ensuite à sa région d'adoption, le Poitou.
Angèle Koster est membre actif de plusieurs associations.
Elle est présidente de la Société des Auteurs de Poitou-Charentes.
En octobre 2021, elle est nommée chevalier des Arts et des Lettres. Sa médaille lui est officiellement remise par Bruno Belin, Sénateur de la Vienne, le 11 novembre 2022.

## Publications
- Le Goût amer du laurier rose, éditions du Petit Pavé, 2002.
- Lussac-les-Châteaux et son canton, éditions Alan Sutton, 2004.
- Algérie, terre de silence, éditions Solifra, 2004.
- Hier en Poitou, éditions Alan Sutton, 2005.
- Poitou-Charentes, terre de mémoire (collectif), éditions Alan Sutton, 2005.
- La Vienne Insolite et Secrète, éditions Alan Sutton, 2013
- Les Deux Sèvres Insolites et secrètes, éditions Alan Sutton, 2014
- Poitiers en 100 dates, éditions Alan Sutton, 2015
- Femmes dans l'Histoire : le Poitou-Charentes, éditions Sutton 2017
- L'étrange voyage de Lino dans la Vienne, Editions du Petit Pavé Juin 2019